# Max Schioppa
Max Schioppa, all'anagrafe Massimo Schioppa (Napoli, 1º febbraio 1968), è un illustratore e personaggio televisivo italiano, responsabile grafico di FremantleMedia.

## Biografia
È docente di Grafica e Comunicazione Multimediale alla facoltà di Scienze della comunicazione. Ha partecipato, in qualità di interprete, ad alcune produzioni filmiche destinate alla televisione. Ha avuto una lunga carriera di illustratore che gli ha valso alcuni riconoscimenti. Il termine "illustratore" include entrambe le attività di disegnatore e fumettista. Buona parte della sua carriera si è svolta a Roma.
Nel 2013 viene scelto come fumettista del programma Torto o ragione? Il verdetto finale in onda su Sky Italia, su Tivùsat e sul digitale terrestre a diffusione nazionale. Si occupa anche dell'aspetto grafico di vari siti realizzati da RaiNet. Inoltre partecipa in alcune puntate alla soap opera Un posto al sole interpretando la parte di un venditore ambulante.